# Schäfer-Bauten

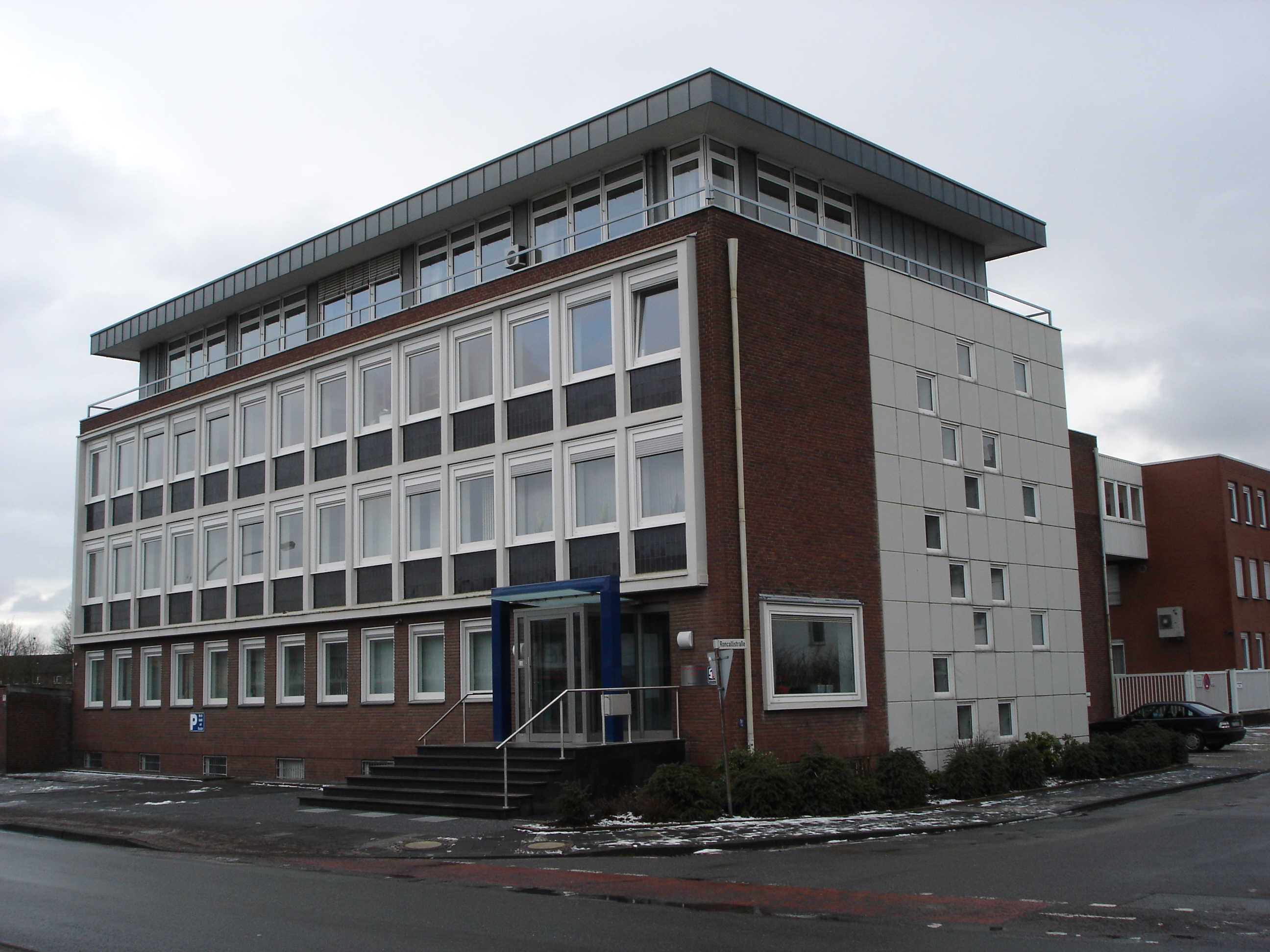
Ehemaliger Hauptsitz der Firma Schäfer in Ibbenbüren.

Das deutsche Bauunternehmen Schäfer-Bauten GmbH war ein mittelständisches Familienunternehmen. Die Firma war bis 2014 in den Bereichen Hochbau/Schlüsselfertigbau, Tiefbau und Brückenbau/Tunnelbau tätig.

## Hintergrund
Das Unternehmen wurde 1888 in Ibbenbüren (Nordrhein-Westfalen) von Karl Schäfer (1837–1914) gegründet.
Unter dessen Urenkel Karl-Heinz Schäfer (1934–2011) begann das Familienunternehmen, sich bundesweit an Großprojekten zu beteiligen.
Neben dem Hauptstandort in Ibbenbüren hatte das Unternehmen weitere Standorte in Gelsenkirchen und Berlin-Brandenburg.
Das Unternehmen erzielte 2006 einen Umsatz von 103 Millionen Euro und beschäftigte 275 Mitarbeiter.
Im Dezember 2013 stellte die Unternehmensleitung einen Antrag auf Einleitung eines Insolvenzverfahrens in Eigenverwaltung.
Im Mai 2014 übernahm die aus der Bilfinger-Gruppe hervorgegangenen Betam die Teilbereiche Tief- und Industriebau, musste aber selber im Jahr 2015 Insolvenz anmelden.

## Projekte (Auswahl)
- 1978–1981: Neubau der Weserbrücke Vlotho
- 1997: Talbrücke Exter[5]
- 1999–2000 Elsetalbrücke (zumindest Vorbauschnabel)[6]
- 2005–2009: Umbau des Kamener Kreuzes (ARGE Schäfer-Bauten GmbH, Oevermann GmbH & Co. KG)
- 2007–2009: Trading Floor in Essen (ARGE MBN Bau AG, Schäfer-Bauten GmbH)[7]
- Seit 2009: Le Quartier Central in Düsseldorf-Pempelfort (ARGE Strabag AG, W. Fenners Bau GmbH, Schäfer-Bauten GmbH)[8]
- Ausbau der Bundesautobahn 3 bei Köln-Dellbrück
- Neubau des Kraftwerk Datteln